# Група дерев ялини звичайної
Група дерев ялини звичайної — ботанічна пам’ятка природи місцевого значення у Святошинському районі міста Київ.  

## Історія створення
Пам’ятка природи була оголошена рішенням Київської міської державної адміністрації від 14 жовтня 1997 року №1628.  

## Опис
Пам’ятка природи розташована на 15-му кілометрі Житомирського шосе, на території садової ділянки №52. Землекористувачем є громадянин Сидоренко Г. І.
На ділянці зростає 7 дерев ялини звичайної віком 40 років. П’ять дерев ростуть уздовж межі з дорогою, а два — в середині ділянки. Висота дерев сягає 25-30 метрів, а обхват стовбурів на висоті 1,3 м варіюється від 80 до 140 см.  